# Parada oszustów
Parada oszustów – polski cykl telewizyjny, składający się z czterech filmów, których wspólnym mianownikiem jest wyrafinowane oszustwo.

## Lista odcinków
1. Mistrz zawsze traci
2. Jaguar 1936
3. Tajny detektyw
4. Ładny gips

## Opis fabuły
Trzy pierwsze filmy rozgrywają się w latach międzywojennych. Pierwszy opowiada o sprytnym francuskim aptekarzu, który prowadzi korespondencyjne partie szachów z dwoma arcymistrzami i wygrywa, znacznie zyskując finansowo; w rzeczywistości tylko przekazuje ich wzajemne ruchy, zarabiając na różnicach w stawkach. W drugim filmie, którego akcja rozgrywa się w Wiedniu, poznajemy historię oszusta, który wyłudza wysokie odszkodowanie, podejrzanie tracąc na transakcji sprzedaży samochodu, przez co doprowadza do swojego aresztowania. Kolejny film to historia krakowskiego złodzieja, który okrada sklep jubilerski, udając detektywa, po czym znika... w więzieniu. Ostatnia historia to lata 70. XX wieku i opowieść o amerykańskim taksówkarzu wykorzystującym gips (stanowiący opatrunek złamanej kończyny) do przemytu diamentów.
We wszystkich filmach główne role gra stała grupa aktorów, narratorem zaś jest Piotr Fronczewski.

## Obsada
- Piotr Fronczewski – narrator, liczne role we wszystkich częściach
- Stanisław Igar – Aleksander Suliechin – mistrz szachowy[1] (odc. 1); Gaborsky – właściciel autosalonu (odc. 2); Komisarz Rajczak (odc. 3); John O’Roney (odc. 4);
- Bronisław Pawlik – farmaceuta Pierre Ranaud (odc. 1); Hans Kraft – nowy właściciel jaguara (odc. 2); jubiler Florian Winiarski (odc. 3); celnik Thompson (odc. 4)
- Wojciech Pszoniak – Dr Grewe – mistrz szachowy[2] (odc. 1): Maksymilian Taadjen (odc. 2); ślepiec (odc. 3);
- Roman Wilhelmi – Brassieur – mieszkaniec Labriet (odc. 1); recepcjonista w hotelu „Ambasador” (odc. 2); złodziej Władysław Trzpil (odc. 3);
- Grażyna Szapołowska – Gizena Vickenholle – narzeczona Taadjena (odc. 2); narzeczona i wspólniczka Trzpila (odc. 3); Doris Whitestone – wspólniczka Blackwooda (odc. 4)
- Halina Golanko – Yvonne – mieszkanka Labriet (odc. 1); klientka autosalonu (odc. 2); panna młoda (odc. 3); kasjerka (odc. 4)
- Gustaw Lutkiewicz – aptekarz (odc. 1); nadkomisarz (odc. 3)
- Stanisław Górka – młody Winiarski (odc. 3); Ben Blackwood (odc. 4)
- Arkadiusz Bazak – przodownik policji (odc. 3); pielęgniarz (odc. 4)
- Juliusz Berger – karczmarz (odc. 1); dyrektor banku (odc. 2); celnik (odc. 3); szef urzędu celnego (odc. 4)
- Jerzy Molga – asystent komisarza (odc. 2); kasjer (odc. 4)
- Jan Orsza – kelner w hotelu „Ambasador” (odc. 2); gracz przy ruletce (odc. 4)
- Roman Kosierkiewicz – mieszkaniec Labriet (odc. 1); pijaczek (odc. 3)
- Jan Englert – kominiarz (odc. 1)
- Robert Rogalski – listonosz w Labriet (odc. 1)
- Ewa Kania – tancerka Annette (odc. 1)
- Stanisław Gawlik – sędzia (odc. 2)
- Jerzy Karaszkiewicz – posterunkowy Marcinek, strażnik w areszcie (odc. 3)
- Marcin Troński – gangster (odc. 4)
- Bogusław Sar – ciężarowiec (odc. 4)